# Amt Ostufer Schweriner See
Amt Ostufer Schweriner See – dawny niemiecki Związek Gmin w kraju związkowym Meklemburgia-Pomorze Przednie, w powiecie Ludwigslust-Parchim. Siedziba związku znajdowała się w miejscowości Leezen.
W skład związku wchodziło siedem gmin:
1. Cambs
2. Dobin am See
3. Gneven
4. Langen Brütz
5. Leezen
6. Pinnow
7. Raben Steinfeld

1 stycznia 2014 związek został rozwiązany a jego gminy weszły w skład nowo powstałego Związku Gmin Crivitz.